# Rayssa Costa
Rayssa Costa de Oliveira (Brasília, 16 de março de 1991) é uma esgrimista brasileira.
Na Olimpíada do Rio (2016) venceu a suíça Tiffany Géroudet na espada individual por 15 a 13. Tornando-se assim a primeira brasileira a vencer um duelo de esgrima, em Olimpíadas.

## Carreira
Conquistou uma vaga na equipe brasileira de espada nos Jogos Olímpicos de Verão de 2016 ao vencer o Torneio Cidade de Curitiba, em 2016, e garantir o terceiro lugar no ranking nacional.

## Trajetória
Rayssa Costa começou a praticar esgrima aos 14 anos de idade, quando foi selecionada em um programa da Secretaria do Esporte. Antes era bailarina. 
Em um teste físico mostrou  aptidão para esgrima e com seis meses de prática Rayssa já obteve bons resultados, o que a levou à Itália e em seguida a São Paulo, onde atualmente atua como atleta do clube Pinheiros.
Aprimorou suas habilidades na esgrima ao entrar para o Exército brasileiro. Rayssa faz parte do Programa Atletas de Alto Rendimento (PAAR) do Ministério da Defesa.
Número de atletas militares brasileiros nos Jogos Rio 2016 foi o maior da história com 145 dentre os 465 que compõem a delegação.  Quando esses atletas sobem ao pódio costumam prestar continência quando a bandeira do Brasil sobe no mastro. 
A conquista do seu primeiro campeonato adulto, aos 17 anos lhe garantiu uma vaga em disputas como Pan-Americano, Sul-Americano, Grand Prix e Mundial. Vagas essas que resultaram em medalha de bronze no Pan-Americano de Toronto de 2015 e medalha de ouro nos Jogos Sul-Americanos de Santiago de 2014, na categoria equipe.

## Olimpíadas Rio 2016
Nos Jogos Olímpicos do Rio (2016) Rayssa  tornou-se a primeira brasileira a ganhar um combate em esgrima em Olimpíadas. A oponente na disputa espada individual era a suíça Tiffany Géroudet por 15 a 13. 
Porém, na segunda partida Rayssa foi eliminada no duelo contra a tunisiana Sarra Besbes por 5 a 8.
“Apesar de ter perdido, foi um resultado muito bacana, de acordo com as nossas condições e com o esporte, que não é muito tradicional aqui”,

”Conheci muita gente que tinha talento e determinação, mas a família não podia patrocinar. Eles não tinham condições de praticar regularmente, por isso não evoluíram e atingiram um nível maior”.